# La ladra di Cagliostro
La ladra di Cagliostro è un romanzo per ragazzi del 2010 scritto da Giulio Leoni.

## Trama
Il conte di Cagliostro, dopo essere sbarcato a Venezia, prende alloggio presso 'Ca de Specchi', una casa reputata una casa maledetta dai venenziani. Dopo qualche giorno, passeggiando per la città, una ladruncola di nome Serafina, cerca di sottrargli l'orologio da taschino, ma il furto non le riesce. Il conte decide di dare una possibilità alla ragazzina, facendola divenire sua complice insieme ai suoi tre amichetti. Nel mentre, Cagliostro comincia a farsi un nome come curatore mistico, in grado di parlare con una principessa egizia Seraphida, in realtà interpretata da Serafina. I fantomatici poteri del conte arrivano alle orecchie del Doge Collenigro. Sulle prime viene preso dalla nobiltà per un ciarlatano, ma poi lo stesso Doge si convince che Cagliostro sia in possesso di poteri divini e lo fa convocare a corte per chiedergli una cura. Cagliostro riesce quasi nell'obiettivo di rubare lo 'Smeraldo di Tebe', il più prezioso tesoro della Serenissima. Il Doge, resistendo a una pozione datagli da Cagliostro per il rito, lo fa imprigionare ai Piombi. Serafina e i suoi 3 amici riescono comunque a scappare. Dopo un primo momento di smarrimento, Serafina escogita un piano che riesce effettivamente a far evadere il Conte dai piombi. Braccati dalle guardie del Doge, decidono di imbarcarsi per fare rotta verso Istanbul.

## Edizioni
- Giulio Leoni, La ladra di Cagliostro, Milano, Mondadori, 2010,  p. 237, ISBN 8804596155.